# Ященко, Юрий Петрович
Юрий Петрович Ященко (укр. Юрій Петрович Ященко; 19 марта 1953, Макеевка, Сталинская область — 3 сентября 2019) — доктор экономических наук. Академик Академии горных наук Украины. Министр угольной промышленности Украины (2010).

## Биография
Родился 28 июня 1937 года в городе Макеевка Донецкой области.
После окончания средней школы в 1970 году и Донецкого политехнического института в 1975 году работал в угольной промышленности на должностях горного мастера, помощника начальника участка на шахтах г. Макеевки и научным сотрудником Донецкого научно-исследовательского угольного института.
В 1981—1982 годах работал в районном и областном аппаратах Компартии СССР на должностях заведующего промышленно-транспортного отдела и инструктора отдела угольной промышленности.
После окончания аспирантуры Академии общественных наук при ЦК КПСС и защиты диссертации кандидата экономических наук, работал до 1991 года заведующим отделом Донецкого обкома Компартии СССР. Позже, в 1994 году работал начальником коммерческого отдела, руководителем ООО «Холдинг-Лада», а с сентября 1994 года — в Донецкой облгосадминистрации на руководящих должностях, в том числе начальником главного управления угольной промышленности и энергетики и главного управления экономики.
В июне 1999 года был назначен заместителем Министра угольной промышленности Украины.
В течение 2000—2005 годах работал на руководящих должностях в Министерстве топлива и энергетики Украины: начальником департамента экономического и финансового регулирования ТЭК, первым заместителем Государственного секретаря, Государственным секретарем по вопросам угольной промышленности, первым заместителем Министра.
В июле — декабре 2001 года занимал должность заведующего отделом прикладных проблем Института экономики промышленности НАН Украины.
Июнь 2005 — июнь 2006 года — директор ГП «Государственный научно-исследовательский и проектно-конструкторский институт инновационных технологий в энергетике и энергосбережении».
В 2006 году — первый заместитель Председателя Национального агентства Украины по вопросам обеспечения эффективного использования энергетических ресурсов; первый заместитель Председателя — начальник госинспекции по энергосбережению — Главный государственный инспектор по энергосбережению Национального агентства Украины по вопросам обеспечения эффективного использования энергетических ресурсов.
С ноября 2006 по май 2007 года — генеральный директор ГП «Уголь Украины».
23 мая 2007 года — заместитель Министра угольной промышленности Украины.
С июля по декабрь — первый заместитель Министра.
С декабря 2007 по май 2009 года — заместитель Министра углепрома Украины.
С сентября 2009 по март 2010 года — первый заместитель Председателя Национального агентства Украины по вопросам обеспечения эффективного использования энергетических ресурсов
Постановлением Верховной Рады Украины от 11 марта 2010 года № 1968-VI назначен Министром угольной промышленности Украины.
9 декабря 2010 года в связи с оптимизацией системы центральных органов исполнительной власти Украины Президентом Украины У. Ф. Януковичем уволен с должности Министра угольной промышленности Украины.
Скончался 3 сентября 2019 года. Похоронен на Байковом кладбище (участок № 33).

## Награды
- Знак «Шахтёрская слава» 3-х степеней;
- Знак «Шахтёрская доблесть» 3-й степени;
- знак Госгорпромнадзора «За доблестную службу»;
- Отличник энергетики Украины;
- Почётный работник атомной энергетики.